# 私の愛、私のそばに (映画)
『私の愛、私のそばに』（わたしのあい わたしのそばに、原題：내사랑 내곁에、英題：CLOSER TO HEAVEN）は、2009年公開の韓国映画。
パク・チンピョ監督の作品で、韓国での観客動員は210万人。第46回大鐘賞 主演男優賞、第30回青龍映画賞 主演男優賞男・主演女優賞、第46回百想芸術大賞 最優秀女優賞を受賞。

## ストーリー
幼なじみの２人が出会ったのは葬儀場。ジョンウにとって唯一の肉親だった母の葬儀でのこと。この再会は運命だとジョンウは言い、ジスは偶然だと言う。ジスは結婚に失敗した過去があるということを、ジョンウはまだ治療法が確立されていないルーゲリック病で余命幾ばくもないということを打ち明けた。1年後に教会で結婚式を挙げた２人はこの上ない幸せを感じていたが、ジョンウの病状は悪化していく。

## キャスト
- ペク・ジョンウ[3]：キム・ミョンミン
- イ・ジス：ハ・ジウォン
- チュ・オギョン：ナム・ヌンミ
- パク・クンスク：イム・ハリョン
- オギョンの夫：チェ・ジョンニュル
- チニの母：シン・シネ
- ペ・ソクチュン：イム・ジョンユン
- ペ・ソグォン：イム・ヒョンジュン
- チュンジャ：イム・ソンミン
- ソン・ヨンチャン博士：キム・ヨジン

## スタッフ
- 監督：パク・チンピョ
- 脚本：パク・チンピョ
- 撮影：キム・テギョン
- 照明：ホン・スンチョル
- 音楽：パク・キホン

## エピソード
- キム・ミョンミンは20kg以上の減量をして役作りに挑んだ[4]。

## 受賞歴
- 第46回大鐘賞 主演男優賞
- 第30回青龍映画賞 主演男優賞男 主演女優賞
- 第46回百想芸術大賞 最優秀女優賞

## DVD
- DVD 私の愛、私のそばに （2011年8月2日発売）